# John Gordon (homme politique)
John Gordon (23 novembre 1849 dans le comté de Down - 26 septembre 1922 à Dublin) est un avocat et homme politique irlandais, qui est procureur général d'Irlande et juge à la Haute Cour.

## Biographie
Gordon est le fils de Samuel Gordon, de Shankhill, comté de Down. Il fait ses études au Queen's College Galway, un collège constitutif de l'Université Queen's d'Irlande, où il obtient une bourse d'études supérieures en mathématiques, obtenant un baccalauréat dans cette matière (avec distinction) en 1873, et un LL. B. en 1876. Il est auditeur de la Literary and Debating Society du collège pour la session 1873-1874. Il reçoit un LLD (honoris causa) lors de la dissolution de l'Université Queen's en 1882. Il est admis au barreau irlandais du King's Inns en 1877.
Il épouse Dorothy Clay en 1887.
Gordon est élu député de la circonscription de South Londonderry en 1900, en tant qu'unioniste libéral et, après 1912, unioniste irlandais, et siège à la Chambre des communes jusqu'en 1916.
En juin 1915, lorsque son parti rejoint le gouvernement de coalition Asquith, il est nommé procureur général d'Irlande, poste qu'il occupe jusqu'en avril 1916, date à laquelle il est nommé juge de la division du banc du roi de la Haute Cour de justice d'Irlande. Il est également membre du Conseil privé d'Irlande en 1915.
Il meurt à Dublin le 26 septembre 1922 à l'âge de 72 ans, étant tombé malade dans un tramway alors qu'il rentrait chez lui des Four Courts. Maurice Healy, qui décrit de manière vivante de nombreux juges irlandais de sa jeunesse dans ses mémoires "The Old Munster Circuit" avoue que Gordon ne lui avait presque rien fait d'impression, sauf qu'il refusait de porter des couleurs vives.